# Syrphus triangulifrons
Syrphus triangulifrons är en tvåvingeart som beskrevs av Meijere 1908. Syrphus triangulifrons ingår i släktet solblomflugor, och familjen blomflugor. Inga underarter finns listade i Catalogue of Life.